# Nupserha mozambica
Nupserha mozambica är en skalbaggsart som beskrevs av Stefan von Breuning 1958. Nupserha mozambica ingår i släktet Nupserha och familjen långhorningar.
Artens utbredningsområde är:
- Malawi.
- Moçambique.

Inga underarter finns listade i Catalogue of Life.